# Koszary w Równem
Koszary w Równem – kompleksy koszarowe znajdujące się na terenie garnizonu Równe.

## Charakterystyka
Na terenie garnizonu rówieńskiego funkcjonowało kilka kompleksów koszarowych. Jeden z nich znajdował się na przedmieściu Wola. Do 1914 kwaterowało w nim dowództwo rosyjskiego XI Korpusu Armijnego i 32 Dywizji Piechoty, a także pododdziały 125 Kurskiego pułku piechoty i 127 Putywelskiego pułku piechoty, 32 Brygady Artylerii, 21 batalionu saperów. W okresie I wojny światowej koszary zostały dość mocno zdewastowane.

Po uzyskaniu przez Polskę niepodległości, koszary znalazły się w jurysdykcji Wojska Polskiego. 10 września 1921 skierowano do nich 21 pułk Ułanów Nadwiślańskich. Dowództwo, kwatermistrzostwo oraz drużyna dowódcy pułku zajęły dawne zabudowania rosyjskiej poczty konnej, przylegające do koszar. Większość pododdziałów przybyła do Równego dopiero w październiku, a 3. i 4 szwadron dopiero w styczniu 1922. Pojemność budynków, w których ulokowany był 21 puł., wynosiła 685 ludzi i 679 koni. W okresie międzywojennym prowadzono remonty i rozbudowę koszar. W 1931 powstała kryta ujeżdżalnia, a w 1933 oddano do użytku zespół budynków składający się ze stajni, wozowni, magazynu i składów. 

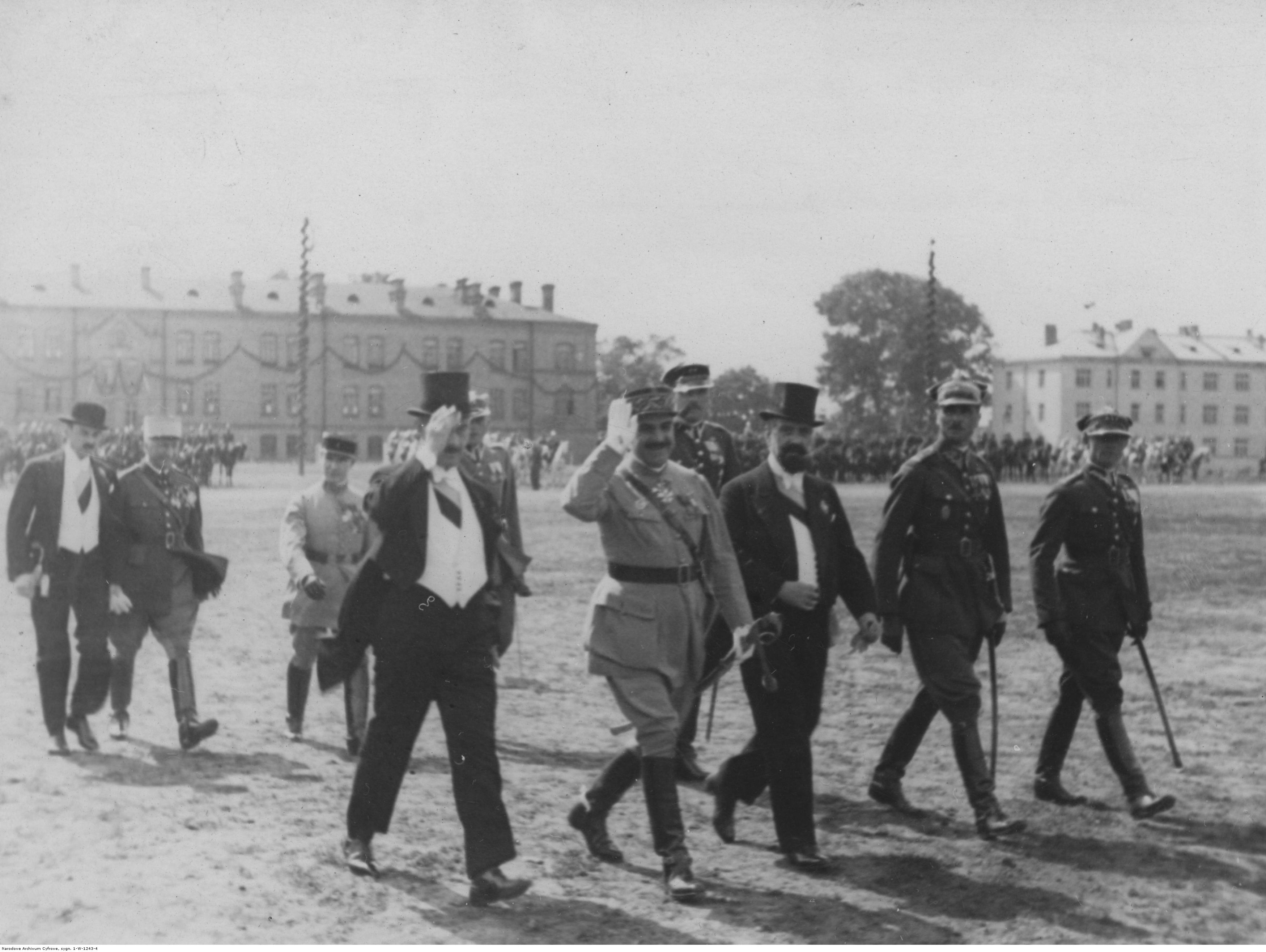
Wręczenie sztandarów 44 pp i 45 pp w Równem - delegacja francuska na terenie koszar; 14 czerwca 1931.

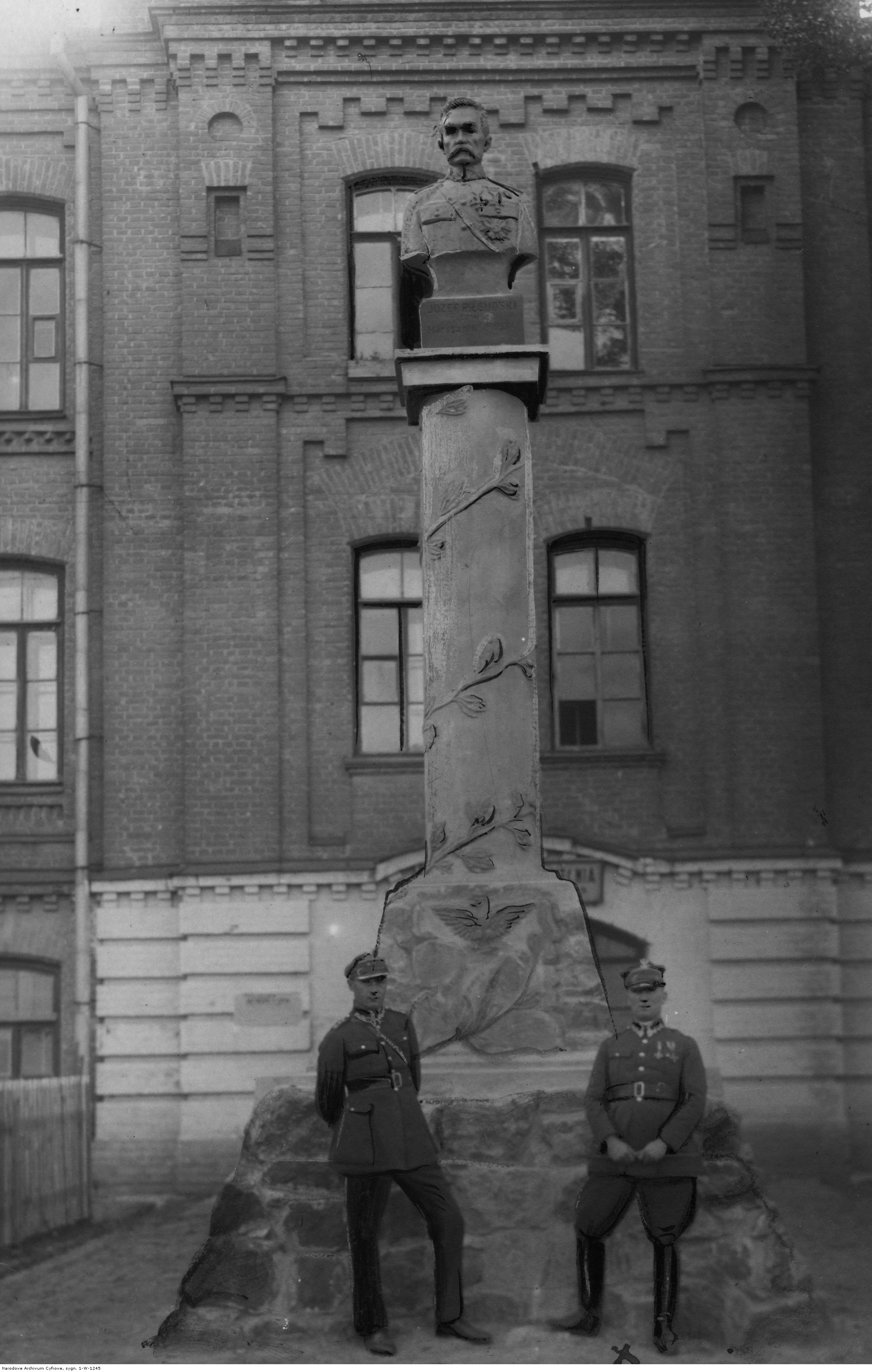
Pomnik Józefa Piłsudskiego w koszarach w Równem

W okresie II Rzeczypospolitej koszary w Równem zajmowały także między innymi dowództwa 13 Kresowej Dywizji Piechoty i Wołyńskiej Brygady Kawalerii, oraz pododdziały 44 pułku Strzelców Legii Amerykańskiej, 45 pułku piechoty Strzelców Kresowych, 13 pułku artylerii lekkiej, pułku KOP „Równe”, XIII batalionu saperów, 8 szwadronu pionierów i 13 samodzielnej baterii artylerii przeciwlotniczej.
Obecnie (2020) w byłym budynku dowództwa 21 pułku ułanów (ul. Soborna 360) znajduje się Muzeum Bojowej Sławy 13 Korpusu Armijnego; pozostałe budynki (ul. Soborna 364–366) zajmują Wojskowe Warsztaty Samochodowe, a  część z nich adaptowano na mieszkania. Zachował się też budynek ujeżdżalni, natomiast „nowa” stajnia nie istnieje.